# Heini Weber
Heinrich „Heini” Weber (ur. 2 listopada 1923 w Neumarkt in der Oberpfalz, zm. 27 kwietnia 2010) – zachodnioniemiecki zapaśnik walczący w obu stylach. Olimpijczyk z Helsinek 1952, gdzie zajął czwarte miejsce w stylu klasycznym i piąte w wolnym. Walczył w kategorii do 52 kg.
Piąty na mistrzostwach świata w 1951 i 1953; siódmy w 1955 roku.
Mistrz Niemiec w 1950, 1951 i 1954, w stylu wolnym. Mistrz w stylu klasycznym w 1948, 1950, 1952, 1953 i 1954; trzeci w 1949 roku.

## Letnie Igrzyska Olimpijskie 1952
| Konkurencja           | Rundy eliminacyjne    | Rundy eliminacyjne      | Rundy eliminacyjne  | Rundy eliminacyjne     | Klas. końcowa |
| Konkurencja           | Przeciwnik I          | Przeciwnik II           | Przeciwnik III      | Przeciwnik IV          | Miejsce       |
| --------------------- | --------------------- | ----------------------- | ------------------- | ---------------------- | ------------- |
| 52 kg styl klasycznym | Werner Zimmer (SAA) Z | Fahrettin Akbaş (TUR) Z | Leo Honkala (FIN) P | Borivoje Vukov (YUG) Z | 4.            |

| Konkurencja       | Rundy eliminacyjne      | Rundy eliminacyjne   | Rundy eliminacyjne           | Rundy eliminacyjne      | Klas. końcowa |
| Konkurencja       | Przeciwnik I            | Przeciwnik II        | Przeciwnik III               | Przeciwnik IV           | Miejsce       |
| ----------------- | ----------------------- | -------------------- | ---------------------------- | ----------------------- | ------------- |
| 52 kg styl wolnym | Leslie Cheetham (GBR) Z | Niranjan Das (IND) Z | Mahmoud Mollaghasemi (IRI) P | Georgij Sajadow (SUN) P | 5.            |